# Callionymus filamentosus
Callionymus filamentosus (Valenciennes, 1837) è un pesce osseo marino appartenente alla famiglia Callionymidae. 

## Distribuzione e habitat
L'areale di C. filamentosus comprende le regioni tropicali dell'Oceano Indiano compreso il mar Rosso e dell'oceano Pacifico occidentale a est fino a Taiwan. In seguito alla migrazione lessepsiana si è diffuso nel mar Mediterraneo orientale dove è molto comune in Turchia, Libano, Israele e sulle coste dell'isola di Rodi.
Fa vita bentonica su fondali di sabbia e fango.
Si può trovare tra 2 e 350 metri di profondità, solitamente tra 5 e 100 metri.

## Descrizione
L'aspetto generale non si discosta da quello degli altri Callionymus autoctoni del Mediterraneo, con corpo allungato a sezione cilindrica, testa schiacciata di forma triangolare se vista dall'alto e bocca piccola, che può estendersi a tubo rivolta in basso. Gli occhi sono vicini tra loro e sporgono sul profilo del capo come nei ghiozzi. Il muso è piuttosto corto ed ha una lunghezza simile al diametro dell'occhio. Esiste un evidente dimorfismo sessuale: i maschi hanno la prima pinna dorsale con il primo raggio separato dagli altri, allungato e filamentoso e la pinna caudale a forma di cuneo con i due raggi centrali allungati (nella femmina è rotondeggiante). La livrea è grigio sabbia con punti neri. La prima pinna dorsale è nera nei maschi e marmorizzata di bianco e nero nella femmina.
La taglia massima nota è di 20 cm ma comunemente inferiore. I maschi sono più grandi delle femmine.

## Biologia

### Alimentazione
Si nutre di piccoli invertebrati bentonici, principalmente crostacei e anellidi policheti.

### Riproduzione
Si riproduce da marzo a settembre. Uova e larve sono pelagiche.

## Pesca
Non ha nessun interesse per la pesca, viene catturato in abbondanza come bycatch durante la pesca a strascico e costituisce un fastidio per i pescatori in quanto rimane impigliato nelle reti con le spine dentellate presenti sul preopercolo.

## Conservazione
La Lista rossa IUCN non valuta questa specie.